# Кефалонийский метод
Кефалонийский метод — метод активного обучения библиотечной ориентации, впервые стал популярным в Кардиффском университете, Великобритания.

## Описание
Метод разработали Линда Дэвис и Найджел Морган. Впервые они применили его для студентов медицинских и биологических наук в 2002 году на вводных занятиях, их цели заключались в «демистификации» библиотеки для студентов и представлении информации об услугах в увлекательной и приятной форме. Они представили метод широкой аудитории в 2004 году. Помимо Кардиффского университета, метод испробовали Уотерфордский технологический институт, Университет Сассекса и Университет Кемпбелла.
Этот метод заключается в раздаче учащимся в библиотеке ориентировочных карточек с подготовленными вопросами, которые они должны задать во время занятия, чтобы преподаватель мог ответить. Вопросы сгруппированы по категориям и имеют цветовую кодировку, чтобы обеспечить некоторую структуру. Порядок вопросов в каждом разделе основан на порядке, в котором учащиеся встают, что делает занятия более непредсказуемыми и уменьшает повторяющийся характер ознакомления и ориентации в библиотеке. Однако он может быть более подходящим для студентов первого курса, чем для студентов старших курсов. По результатам опроса студентов 86 % позитивно оценили метод, 91 % счёл метод полезным.
Название происходит от метода, используемого для ориентации туристов на популярном курорте в Кефалинии, Греция.